# Tetramesa minor
Tetramesa minor är en stekelart som först beskrevs av Walker 1832.  Tetramesa minor ingår i släktet Tetramesa och familjen kragglanssteklar. Inga underarter finns listade i Catalogue of Life.